# Piotr Januszkowski
Piotr Januszkowski (ur. 1 października 1893 w Witebsku, zm. ?) – kapitan administracji (piechoty) Wojska Polskiego, działacz niepodległościowy.

## Życiorys
Urodził się 1 października 1893 w Witebsku, ówczesnej stolicy guberni witebskiej, w rodzinie Mikołaja i Teofilii z Suchorskich.
3 maja 1922 został zweryfikowany w stopniu porucznika ze starszeństwem od 1 czerwca 1919 i 692. lokatą w korpusie oficerów piechoty. Służył wówczas w 7 pułki piechoty Legionów w Chełmie. W styczniu 1924 został przydzielony do Powiatowej Komendy Uzupełnień Biłgoraj na stanowisko oficera instrukcyjnego. W następnym miesiącu wrócił do macierzystego pułku. W kwietniu 1924 został przydzielony do Powiatowej Komendy Uzupełnień Hrubieszów na stanowisko oficera instrukcyjnego. W listopadzie tego roku został przydzielony do Dowództwa Okręgu Korpusu Nr II w Lublinie na stanowisko referenta Przysposobienia Wojskowego w Oddziale Wyszkolenia. 1 grudnia 1924 prezydent RP nadał mu stopień kapitana z dniem 15 sierpnia 1924 i 254. lokatą w korpusie oficerów piechoty. Następnie kontynuował służbę w DOK II w Lublinie. W marcu 1939 nadal pełnił służbę w Dowództwie Okręgu Korpusu Nr II na stanowisku kierownika referatu organizacyjnego 2 Okręgowego Urzędu Wychowania Fizycznego i Przysposobienia Wojskowego. W międzyczasie, w tym samym stopniu i starszeństwie, został przeniesiony do korpusu oficerów administracji, grupa administracyjna.

## Ordery i odznaczenia
- Krzyż Walecznych dwukrotnie[17][18]
- Medal Niepodległości – 13 września 1933 „za pracę w dziele odzyskania niepodległości”[19][1][20]
- Srebrny Krzyż Zasługi[21][17]